# 黑帝斯II
《黑帝斯II》是由Supergiant Games開發並發行的Roguelike動作角色扮演遊戲，為《黑帝斯》（2020）的續作，於2024年5月6日釋出搶先體驗版，並暫時在Windows上獨佔發行，此後正式發售時則將擴展至其他平台上。有別於以扎格柔斯為主角的前作，《黑帝斯II》改為講述其妹妹——冥府公主墨利諾厄欲籍奧林匹斯十二主神的幫助，打敗時間之神柯羅諾斯的故事。

## 遊戲玩法
如同前作一樣，《黑帝斯II》亦是一款迷宮探索類動作角色扮演遊戲。故事時間設在扎格柔斯引發的一連串事件後，他的妹妹兼冥府公主墨利諾厄與其導師黑卡蒂一起密謀刺殺時間之神柯羅諾斯。遊戲新增了一個只要墨利諾厄使用魔法便會消耗，但會在戰鬥開始時回滿的「魔法條」（Magick Bar），而原有的每次玩家死亡後都能獲得更強能力「神力模式」（God Mode）也宣告回歸。

## 開發與發行
2018年首先以搶先體驗方式發佈，並在兩年後由Supergiant Games正式發行的《黑帝斯》儘管被廣泛評為2020年最佳電子遊戲之一，但該作的首席編劇格雷格·卡薩文在2021年接受《新音乐快递》訪問時稱團隊仍未做好推出續作的準備。Supergiant普遍在完成一部作品之後會選定一個最為令他們振奮的項目，隨後開始開發工作，但團隊大部分人都認為希臘神話中尚有許多值得探索的故事和人物，使得續作計劃變得可行。這是Supergiant第一次打造續作，製作團隊希望以有意義的方式延伸《黑帝斯》的故事，同時又不失原作的核心價值。工作室創辦人兼總監阿米爾·拉奧（Amir Rao）表示《傳送門2》與《暗黑破壞神II》兩部成功續作是他們試圖倣法的對象。
開發工作最終在2021年初開展。卡薩文表示團隊在開發初期就決定不再讓扎格柔斯擔當主角，而他們亦加緊研究希臘神話，並偶然發現了奧菲斯教為數不多仍然留存的詩作《俄耳甫斯禱歌》，該詩講述哈迪斯和珀耳塞福涅膝下除了有兒子扎格柔斯之外，還有一名叫墨利諾厄的女兒，但除此之外便沒再多加敘述。《黑帝斯》中完全沒有提及她，因而給了Supergiant撰寫全新故事的契機。墨利諾厄的故事設定稱她與希臘神界的魔法方有聯繫，魔法這一遊戲機制憑此得以實現，以及加入暗月女神黑卡蒂為其魔法導師的設定。珍·齊繼前作之後回任藝術總監，達倫·科布亦再次操刀配樂。已公佈的配音陣容包括聲演伊卡洛斯的阿萨·巴特菲尔德、艾米莉亞·泰勒（Amelia Tyler）為黑卡蒂獻聲，而洛根·坎寧安則除了為柯羅諾斯配音之外，還再度聲演哈迪斯等神話人物。
《黑帝斯II》的第一條預告片在2022年12月8日的遊戲大獎頒獎典禮上首映。並在兩年後的4月進行技術試驗，以為同年5月5日的搶先體驗作準備。該作的原聲帶在搶先體驗的同一天於Supergiant的YouTube頻道上公開。

## 反應

### 發行前
當《黑帝斯II》的技術試驗版釋出後，《Paste》的伊利亞·岡薩雷斯（Elijah Gonzalez） 如此評論道：「《黑帝斯》將出色的表演、風趣幽默的對話與令人信服的角色塑造熔於一爐，而這些元素在它的後繼之作中都能找到。我很喜歡《黑帝斯II》改進過後的遊戲玩法，但最讓我興奮的是其角色與世界觀建構」。岡薩雷斯又認為雖然墨利諾厄的最初目的較扎格柔斯的更為明確，但也被自我懷疑和被視為救世主的壓力拖垮，使得她成為一複雜且引人入勝的主人公。Kotaku的阿莉莎·梅爾坎特（Alyssa Mercante）讚揚該作的角色設計十分性感，並稱性感特質已與他們的神性融為一體。Polygon的安娜·迪亞茲（Ana Diaz）則特別提到希臘神話中對性別的傳統表達方式，以及《黑帝斯II》如何在延伸這一古希臘觀念的同時，為玩家創造出一系列既聰明強大，又懂得施展巫術的神祇。儘管墨利諾厄不算是一位巫師，但由善施巫術的神撫養長大的經歷仍使她具高強的法力，其背景中的戰士身份也為遊戲帶來全新的體驗。《衛報》的派翠西亞·赫南德茲（Patricia Hernandez）就指出該作與其前作一樣皆以在希臘神話中微不出道的人物為主角，顯得兩部作品跟艾米莉·威爾遜對《伊利亞德》和《奧德賽》的現代詮釋具異曲同工之妙——「威爾遜的翻譯本使得現今世人能以重新概念化的角度理解希臘神話，而《黑帝斯》系列則勇於在原有的記載上再開章節」。赫南德茲形容《黑帝斯II》中的「人際（或神際）關係戲劇」將該作從一款「扣人心弦的遊戲」升格成一款「難以抗拒的遊戲」。
搶先體驗版發行後，赫南德茲寫道：「即便是尚未完成的狀態，我也確定自己會在《黑帝斯II》中渡過數十個小時。許多玩家鐵定會被不可思議的戰鬥吸引：Supergiant Games的冥府迷宮充斥著強大的怪物，墨利諾厄必須施展法術減慢時間才能屢戰屢勝……但與此同時，玩家們也會被增大過後的續作角色陣容迷住」。IGN的米切爾·薩爾茲曼（Mitchell Saltzman）為該作的先行版打出9/10分，儘管遊戲還在開發，且有著一堆缺失或待做的素材，但他仍表示：「無論從任何標準來看，已有一巨大地圖的《黑帝斯II》都給人一種令人難以置信的精緻感，更不用說它只是搶先體驗版。墨利諾厄真的太讚了，開發團隊對戰鬥和劇情進程的調整也做得極為出色，更為驚訝的是，遊戲的內容量甚至是前作的兩倍 […] 就算缺失部分元素也好，但一開始予以遊玩的部分屬實讓大家讚嘆不已，遑論未來還有更多優質的內容等著玩家們探索」。《PC Gamer》的泰勒·科爾普（Tyler Colp）也向其讀者推薦這款Supergiant的最新作，並稱：「目前的狀況就像是完整玩完了遊戲的第一部分，所有的角色都有相應的配音，具充足平衡性的戰鬥，也有許多已能正常運作的技能。一些背景圖片和人物概念藝術驟眼看還是半成品的狀態，但就算如此，《黑帝斯II》還是一部完美的試玩版」。與之相反的是，迪亞茲認為玩家對故事的期望越大，角色的成形時間就越久，箇中原因在於多數的角色或劇情互動仍有待加入。她亦表明《黑帝斯II》還在搶先體驗階段，其劇情在正式發行前很有可能發生大改動，因此玩家若想經歷完好的劇情，又不願參與開發團隊解決問題的過程的話，就應暫且忽略搶先體驗版。

### 獲得獎項與提名
| 年份 | 獎項     | 類別         | 結果 | 來源   |
| ---- | -------- | ------------ | ---- | ------ |
| 2023 | 金摇杆奖 | 最受期待遊戲 | 提名 | [ 28 ] |

## 外部連結
- 官方网站